# Basići
Basići (szerbül: Басићи), település Bosznia-Hercegovinában, a Bosanska Krajina keleti részén, Čelinac községben, a Szerb Köztársaságban. 

## Fekvése
A település Bosznia-Hercegovina északi részén, Banja Lukától légvonalban 10, közúton 15 km-re délkeletre, községközpontjától légvonalban 8, közúton 18 km-re délnyugatra, a Rijeka-patak völgyétől délre, 350-500 méteres tengerszint feletti magasságban fekszik.

## Népessége

### A település népessége
| Nemzetiségi csoport | Népesség 1991 | Népesség 2013 |
| ------------------- | ------------- | ------------- |
| Szerb               | 15            | 5             |
| Bosnyák             | 222           | 23            |
| Horvát              | 0             | 0             |
| Jugoszláv           | 0             | 0             |
| Egyéb               | 0             | 0             |
| Összesen            | 237           | 28            |

## Története
A térség 1878-ig tartozott az Oszmán Birodalomhoz, ekkor a berlini kongresszus határozata alapján az Osztrák-Magyar Monarchia része lett. 1879-ben az első osztrák-magyar népszámlálás során a Banja Luka-i járáshoz tartozó településnek 11 háztartása, 47 ortodox és 34 muszlim lakosa volt. 1910-ben a Kotori járáshoz tartozó településen 17 háztartást, 17 ortodox és 79 muszlim lakost találtak. A monarchia szétesésével 1918-ban előbb a Szerb-Horvát-Szlovén Királyság, majd 1929-től a Jugoszláv Királyság része. 1921-ben a településnek 85 muszlim és 7 ortodox lakosa volt. Az 1929-es törvény értelmében, amikor Bosznia-Hercegovinát négy banovinára, Drinskára, Vrbaskára, Zetskára és Primorskára osztották, a település a Vrbaska banovina része lett, amelynek székhelye Banja Luka volt Jugoszlávia megszállása után a Független Horvát Állam (NDH) része lett. A boszniai háború idején a falu lakosait a boszniai szerbek elűzték. Amint Basići lakosai 1992 augusztusában elhagyták a falut, a boszniai szerbek az ingatlanokat kifosztottak és házakat gyújtottak fel. Csak a boszniai szerbek által lakott házak nem égtek el. A daytoni békeszerződést követő területfelosztásnál a település Čelinac község részeként a Szerb Köztársaság területéhez került.

## Nevezetességei
A falu központját a főterén épült mecset uralja, amelybe több sikátor torkollik. 2008-ban újították fel azon a helyen, ahol a 18. századi famecset, majd egy újabb, a boszniai háborúig használatban volt. Az utolsó hodzsa, Almir Kusur, aki vallási szükségletek miatt és a lakosság visszatérésének ösztönzésére maradt a faluban, több mint egy év után változtatott szolgálati helyén, mert nem tudta ezen a környéken biztosítani a megélhetését. Azóta a falu muszlim hívei a čelinaci imám vallási fennhatósága alá tartoznak, akik főleg temetésre jönnek a faluba. A basići mecset, más néven „Dzamija Basići”, egy szunnita mecset, mely bosnyák nyelvű szolgáltatásokat nyújt, lehetővé téve a helyi közösség hívei számára, hogy anyanyelvükön kapcsolódjanak hitükhöz. Vallási jelentőségű helyként a basići mecset nagy kulturális értékkel bír a helyi közösség és a látogatók számára egyaránt.